# Cualedro
Cualedro – gmina w Hiszpanii, w prowincji Ourense, w Galicji, o powierzchni 117,62 km². W 2011 roku gmina liczyła 1924 mieszkańców.